# SO Iliupoli
SO Iliupoli (gr. Σκακιστικός Όμιλος Ηλιούπολης, Skakistikos Omilos Iliupolis) – grecki klub szachowy z siedzibą w Iliupoli, dwukrotny mistrz kraju.

## Historia
Klub został założony w 1965 roku. Uczestniczył w pierwszej edycji Alpha Ethniki w 1970 roku, zajmując wówczas drugie miejsce, za Panathinaikosem. W latach 1972 i 1975 klub zdobył mistrzostwo kraju. W 1976 roku uczestniczył w Pucharze Europy. Zespół odpadł wówczas w pierwszej rundzie po przegranym meczu z Budapesti Spartacus SC. Czołowymi szachistami klubu w tamtym okresie byli Jeorjos Makropulos i Lazaros Wizantiadis. W XXI wieku zawodnikami klubu byli natomiast m.in. Rolands Bērziņš, Boris Czatałbaszew i Julian Radułski. W 2011 roku klub zajął 22. miejsce w Alpha Ethniki, a później nie uczestniczył już w tej lidze.